# Suure-Jaani
Suure-Jaani é um dentre os chamados Lugares povoados da Estônia, uma cidade no Sul-Central do país, 25 km ao norte de Viljandi. Suure-Jaani é o centro da municipalidade rural de Suure Jaani. A localidade é considerada o Centro Geográfico da Estônia.

## História
Os achados arqueológicos mais antigos nessa área datam do sexto milênio A.C. No final do século XII D.C., a fortificação na colina  (Castro) de Lehola dos antigos estonianos foi construída numa locação (agora de nome Lõhavere) a cerca de 2 km a nordeste da atual fronteira atal da cidade. O Castro era o centro no distrito (Estoniano: kihelkond) no extremo norte, no histórico condado estoniado de Sakala que foi um dos centros Estonianos de luta contra a conquista do "Sword Brethren" (templário negro) no século XIII. Nada resta dessa construção hoje, exceto a colina em si, mas esse local (em Estoniano - Lembitu linnamägi) ainda é visitado como atração turística. Dois terços da colina do forte está com escavações arquelógicas.

### Nome - São João
A localidade de Suure-Jaani já fora chamada Wallola (ou "Valle"), com registro desde 1423. A cidade começou a crescer em torno da Igreja do "grande" São João Evangelista (Groß Sankt Johannis em Alemão), construída antes do ano 1300.. Esse templo foi muito castigado e danificado durante a Guerra da Livônia (1558–1582) e depois na Grande Guerra do Norte (1700–1721), em especial nesta última (na qual a igreja foi queimada em 1703, sendo que a restauração somente foi concluída em 1767). O nome atual, "Suure-Jaani" (literalmente 'do grande João'), que começou a ser usado no século XVII e substituiu gradualmente "Wallola", é uma forma estoniana derivada do nome alemão da Igreja. Os cultos na mesma são Luteranos.

### Século XX
Nos séculos seguintes, Suure-Jaani foi centro paroquial, comercial e cultural da região.
No século XX a evolução de Suure-Jaani foi:
- em 1906–1908, um Templo ortodoxo de São Pedro de Paulo foi construído na cidade. A congregação Ortodoxa já existia desde 1847. Essa Igreja de "São Pedro de Paulo" não é mais usada hoje e precisa de reparos.
- em 1924, Suure-Jaani ganhou direitos de Cidade (em Estoniano: alev) e em 1938 recebeu os direitos de Cidade Maior.
- de 1950 a 1959, Suure-Jaani foi a capital do Distrito de Suure-Jaani (da então República Socialista Soviética da Estônia). Nesses anos 50 a cidade atingiu o seu máximo populacional de toda sua história (cerca de 1700).

## Geografia
Suure-Jaani se situa na região de colinas (altos de Sakala), oferencendo vistas pitorescas com seu parque, lago artificial e a igreja no centro da cidade.

## Transporte

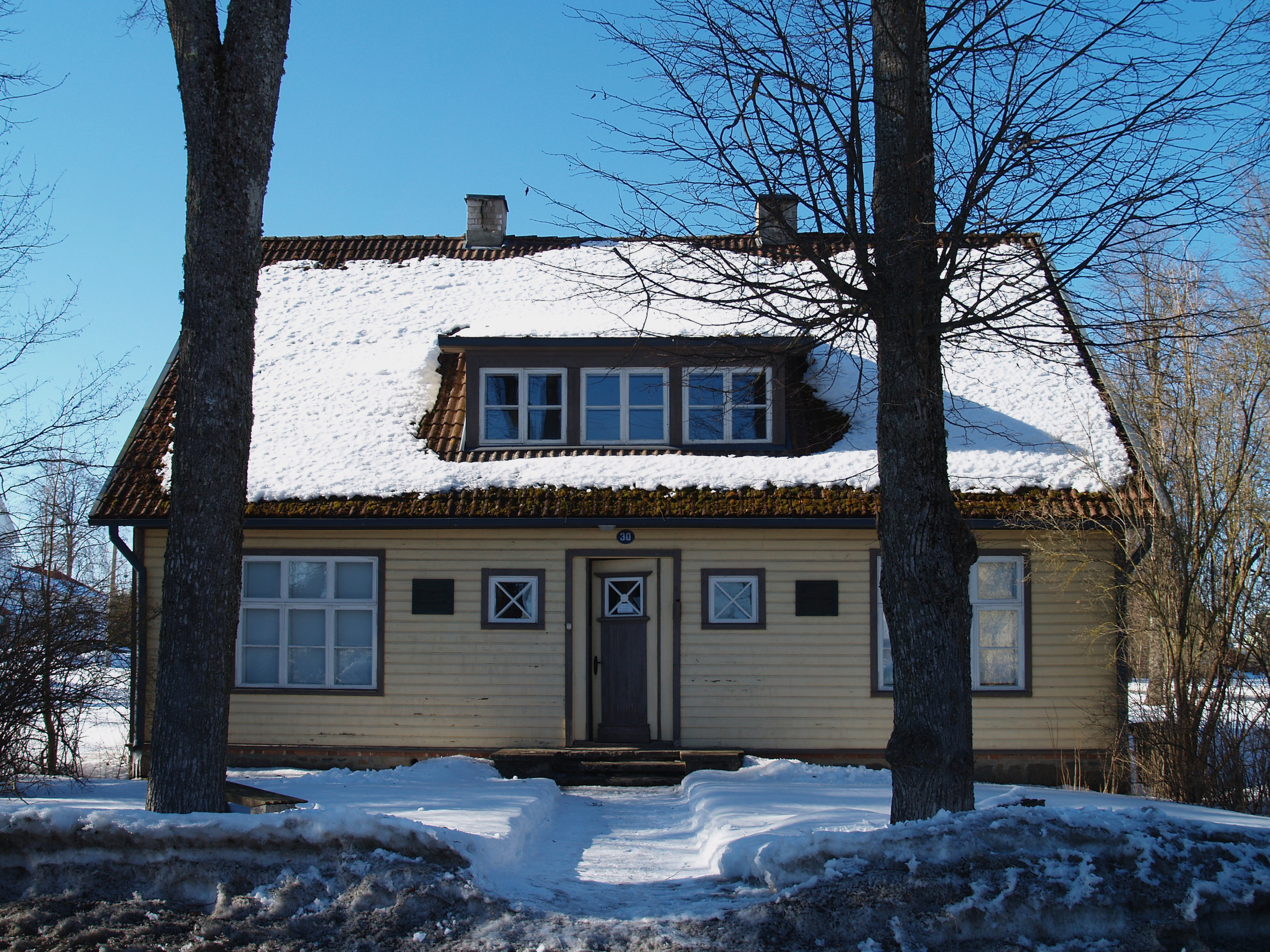
Museu-Casa da família Kapp

Sendo uma cidade bem pequena, Suure-Jaani não tem transporte urbano, tendo apenas uma pequena estação de ônibus para linhas intermunicipais. A estação Ferroviária mais próxima é em Olustvere a 5 km. As cidades mais próximas são Võhma (a 12 km), Viljandi (25 km), Põltsamaa (28 km), Vändra (32 km). A distância entre Suure-Jaani e Tallinn, capital da Estonia, é de 143 km.

## Cultura
Durante o "Despertar da Nacionalidade Estoniana" no século XIX, a cidade era um importante centro cultural. Notáveis pessoas estão sepultadas no Cemitério de Suure-Jaani, como os compositores Artur Kapp, Villem Kapp, Mart Saar, e o pintor Johann Köler.
Hoje em dia, Suure-Jaani é a sede do Festival Dias de Música de Suure-Jaani Music Days, uma festividade anual de Música clássica cuja primeira edição foi em 1998, dedicada à família Kapp de compositores. Em Suure-Jaani está estabelecida Sociedade Internacional Artur Kapp, um entidade sem fins lucrativos que promove a vida e as obras do compositor clássico Artur Kapp e outros músicos de Suure-Jaani.

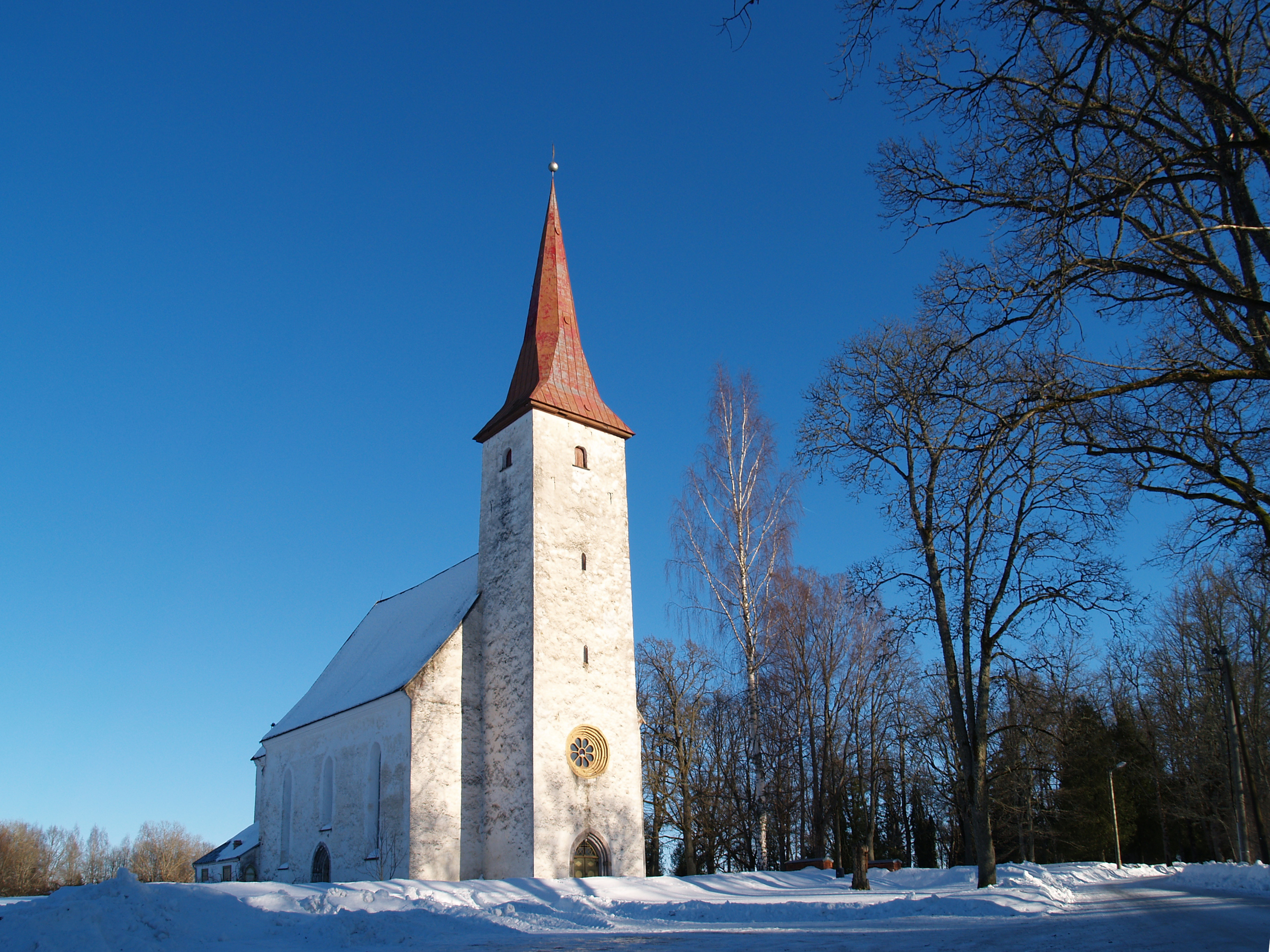
Igreja do Grande São João Evangelista

## Locais de interesse
- Igreja do Grande São João Evangelista
- Forte da colina (Lembitu linnamägi) dos antigos Estonianos (em Lõhavere)
- Museu-Casa da família Kapp - compositores e músicos
- Museu-Casa do compositor Mart Saar em Hüpassaare (na municipalidade rural Suure -Jaani)
- Museu-Casa do pintor Johann Köler na fazenda Lubjassaare (Vila de Ivaski na municipalidade rural Suure -Jaani)
- Monumento à Guerra de Independência da Estônia (Retratando Lembitu de Lehola)
- Parque Nacional de Sooma (20–30 km sudoeste de Suure-jaani)

## Residentes notáveis
- Artur Kapp, compositor
- Villem Kapp, compositor
- Albert Kivikas, escritor
- Johann Köler, pintor
- Paul Kondas, pintor

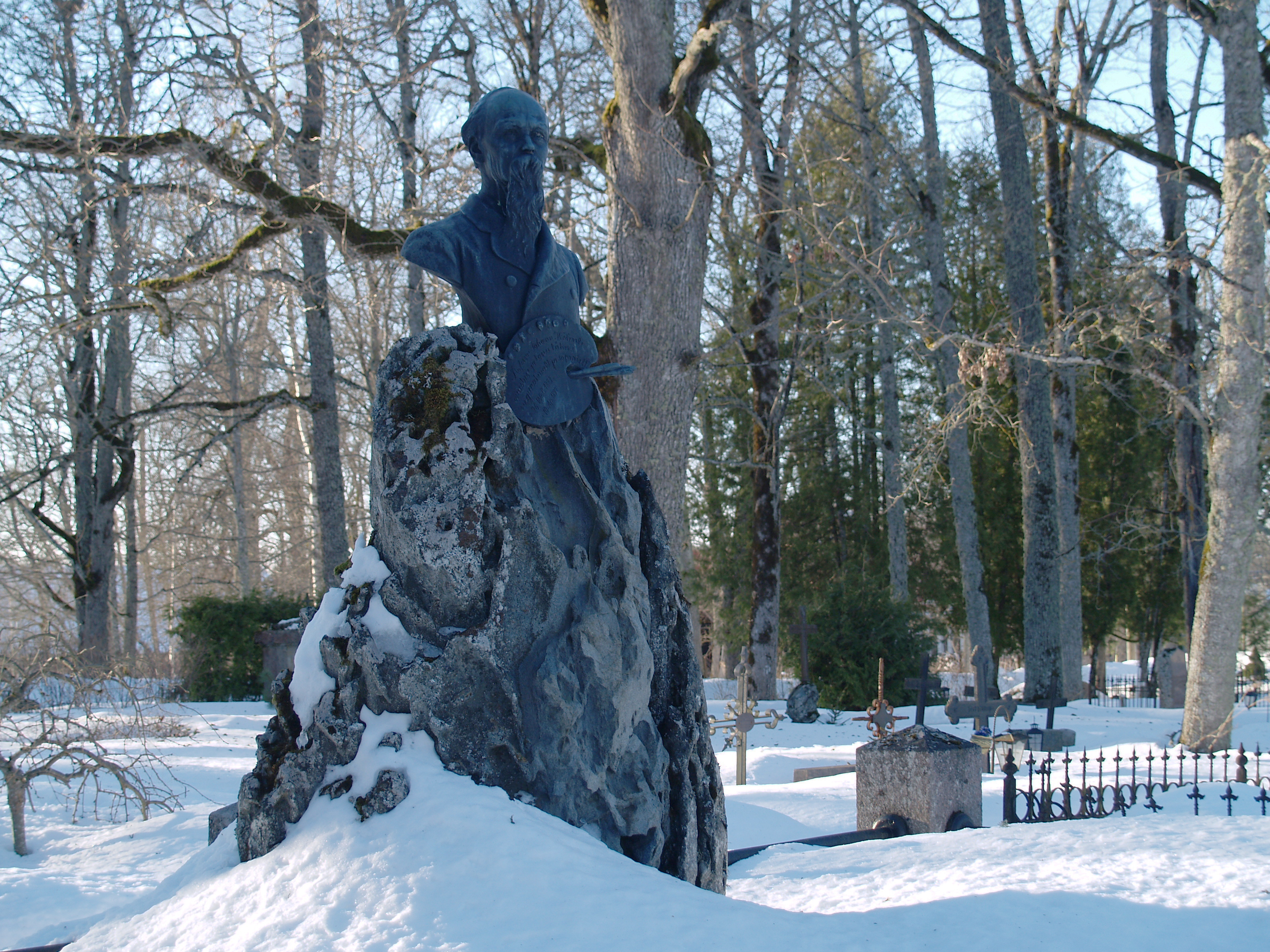
Johann Köler

- Lembit Uno Lilleleht, professor emérito - engenharia quiímica
- Mart Saar, compositor